# 黎有章

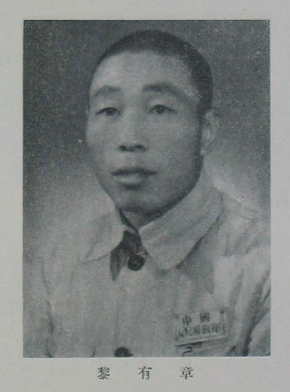

黎有章（1915年4月—1958年6月23日），江西吉安人，中国人民解放军将领、中国人民解放军开国少将。
曾任中国人民解放军福建军区参谋长。1955年，授予中国人民解放军少将。
因患急性颗粒性白血病医治无效，于1958年6月23日上午11点45分在上海逝世。